# Rourea foreroi
Rourea foreroi là một loài thực vật có hoa trong họ Connaraceae. Loài này được Gerardo Antonio Aymard Corredor và Paul Edward Berry miêu tả khoa học đầu tiên năm 1996 tại trang 580 số 48 tạp chí Brittonia.

## Phân bố
Loài này có tại bang Amazonas ở miền nam Venezuela.